# Internationale Cricket-Saison 2020
Die internationale Cricket-Saison 2020 findet zwischen Juli 2020 und September 2020 statt. Als Sommersaison werden vorwiegend Heimspiele der Mannschaften aus Europa und Afrika ausgetragen, welche durch das ICC Future Tours Programm 2011–2020 vorgegeben werden. Die ausgetragenen Tests der internationalen Touren bildeten die Grundlage für die ICC Test Championship. Die ODI bilden den Grundstock für die ICC ODI Championship und die Twenty20-Spiele für die ICC T20I Championship. Auf Grund der COVID-19-Pandemie wurden weite Teile der Saison abgesagt und weitere Touren sind von Absagen bedroht. Planungen für erste Touren, die in England ausgetragen werden sollen, gibt es im Juli.

## Absagen und Verschiebungen auf Grund der COVID-19-Pandemie
Zahlreiche Touren wurden auf Grund der Pandemie abgesagt. Dazu zählen die Touren Bangladeschs, Neuseelands und Pakistans in Irland, die im Mai bzw. Juli stattfinden sollten. Auch wurde eine Test-Serie, die Australien in Bangladesch im Juni absolvieren sollte, im April abgesagt. Südafrika hatte für Juni eine Tour in Sri Lanka geplant, die ebenfalls im April verschoben wurde.
Bei den Touren, die noch geplant werden, wurden die geplanten Ansetzungen teils stark verändert oder Entscheidungen über das Abhalten der Tour stehen noch an.
Am 2. Juni teilte der englische Verband mit, dass die Tour der West Indies im Juli mit geänderten Terminen und Austragungsorten stattfinden sollte.

## Überblick

### Internationale Touren
| Beginn            | Heimteam | Auswärtsteam | Resultate | Resultate | Resultate | Artikel |
| Beginn            | Heimteam | Auswärtsteam | Test      | ODI       | Twenty20  | Artikel |
| ----------------- | -------- | ------------ | --------- | --------- | --------- | ------- |
| 8. Juli 2020      | England  | West Indies  | 2–1 [3]   |           |           | Artikel |
| 30. Juli 2020     | England  | Irland       |           | 2–1 [3]   |           | Artikel |
| 5. August 2020    | England  | Pakistan     | 1–0 [3]   |           | 1–1 [3]   | Artikel |
| 4. September 2020 | England  | Australien   |           | 1–2 [3]   | 2–1 [3]   | Artikel |

### Internationale Touren (Frauen)
| Beginn             | Heimteam | Auswärtsteam | Resultate | Artikel |
| Beginn             | Heimteam | Auswärtsteam | WTwenty20 | Artikel |
| ------------------ | -------- | ------------ | --------- | ------- |
| 21. September 2020 | England  | West Indies  | 5–0 [5]   | Artikel |

## Nationale Meisterschaften
Aufgeführt sind die nationalen Meisterschaften der Full Member des ICC.
| Land        | First-Class       | List A                                    | Twenty20                      |
| ----------- | ----------------- | ----------------------------------------- | ----------------------------- |
| Afghanistan |                   | Afghanistan Provincial Challenge Cup 2020 | Shpageeza Cricket League 2020 |
| England     | Bob Willis Trophy |                                           | Twenty20 Cup 2020             |
| Indien      |                   |                                           | Indian Premier League 2020    |
| Irland      |                   | Inter-Provincial Cup 2020                 | Inter-Provincial Trophy 2020  |
| West Indies |                   |                                           | Caribbean Premier League 2020 |